# Інцидент з судном «Дай Хун Дан»
Інцидент стався 29 жовтня 2007 року, коли північнокорейське вантажне судно Дай Хун Дан було атаковано та тимчасово захоплено сомалійськими піратами біля Сомалі. Наступного дня екіпаж судна здолав піратів за підтримки корабля ВМС США.

## Напад
Інцидент стався приблизно за 110 кілометрів на північний схід від столиці Сомалі Могадішо. Група сомалійських піратів піднялася на борт і захопила північнокорейське вантажне судно Дай Хун Дан. Згідно з північнокорейськими джерелами, судно розвантажило свій вантаж у столиці Сомалі, коли семеро озброєних піратів (переодягнених охоронцями) піднялися на борт, затримавши 22 моряків екіпажу в рульовому та машинному відділенні. Потім вони змусили корабель вийти в море і вимагали викуп у розмірі 15 000 доларів США.

## Повстання
Наступного дня, відгукнувшись на сигнал лиха судна, американський есмінець USS James E. Williams підійшов до корабля та підняв гелікоптер SH-60B і групу VBSS для охорони місця події. Тим часом північнокорейські моряки атакували своїх викрадачів, захопивши частину зброї. Тривала перестрілка між моряками та піратами призвела до поразки піратів.
Двоє піратів було вбито в бою, інших взято в полон (троє були поранені). Із шести поранених корейських моряків троє потребували медичної допомоги, яку надали американські медики.

## Наслідки
Північнокорейська преса (KCNA) випустила безпрецедентну позитивну заяву, висловлюючи вдячність Сполученим Штатам за допомогу та наголошуючи на успішній американсько-північнокорейській співпраці під час інциденту.